# Aomanju - La foresta degli spiriti
Aomanju - La foresta degli spiriti (星が原あおまんじゅうの森?, Hoshigahara Aomanjuu no mori) è un manga josei scritto e disegnato da Hisae Iwaoka, pubblicato dalla Asahi Shinbun su Nemuki dal 12 agosto 2008 al 13 aprile 2015; l'edizione italiana è a cura della Bao Publishing, che ha pubblicato l'opera dall'11 novembre 2022 al 14 luglio 2023 con cadenza bimestrale.

## Trama
Un giovane ragazzo, Soichi, vive in una locanda posta in un luogo particolare: si trova infatti all'interno della "foresta degli spiriti". Gli altri esseri che frequentano la locanda sono appunto creature sovrannaturali, e lo stesso Soichi è innamorato dello spirito del vento. In realtà la situazione è comunque tutt'altro che idilliaca, dato che la foresta rischia di essere distrutta. 

## Manga

### Volumi
| Nº | Data di prima pubblicazione | Data di prima pubblicazione | Data di prima pubblicazione | Data di prima pubblicazione |
| Nº | Giapponese                  | Giapponese                  | Italiano                    | Italiano                    |
| -- | --------------------------- | --------------------------- | --------------------------- | --------------------------- |
| 1  | 4 dicembre 2009             | ISBN 978-4-02-213150-8      | 11 novembre 2022            | ISBN 978-8-83-273769-1      |
| 2  | 7 luglio 2011               | ISBN 978-4-02-213165-2      | 27 gennaio 2023             | ISBN 978-8-83-273788-2      |
| 3  | 5 ottobre 2012              | ISBN 978-4-02-213182-9      | 24 marzo 2023               | ISBN 978-8-83-273824-7      |
| 4  | 8 luglio 2014               | ISBN 978-4-02-214152-1      | 26 maggio 2023              | ISBN 978-8-83-273868-1      |
| 5  | 7 luglio 2015               | ISBN 978-4-02-214178-1      | 14 luglio 2023              | ISBN 978-8-83-273900-8      |